# Такташі
Такташі́ (рос. Такташи) — присілок у складі Мішкинського району Курганської області, Росія. Входить до складу Мішкинського міського поселення.
Населення — 49 осіб (2010, 93 у 2002).